# هفت‌بند پاکوتاه
هفت‌بند پاکوتاه (نام علمی: Polygonum patulum) نام یک گونه از سرده علف هفت‌بند است.